# En deçà
« En deçà de » ou « de par deçà » est une locution adverbiale de la langue française, employée seule, ou en corrélation avec « au-delà » ou « en delà ».

## Origine
Du préfixe latin cis-, même signification, seul ou en corrélation avec le préfixe trans-, au-delà.
Exemple: les Alpes cisalpines, les Alpes transalpines

## Signification
Cette locution est destinée à mettre l'accent sur un rapport de valeur symétrique par rapport à un point de repère qui lui est supérieur, exprimé en temps (avant) ou en espace (au-dessous). 
« Je vais au-delà des bornes quand je loue Corneille, et en deçà quand je le critique. » Voltaire, Correspondance avec d'Alembert. lettre 09.

## Utilisation
L'utilisation de deçà est documentée dans le Recueil de lettres anglo-françaises (1265-1399)  et figure dans le Dictionnaire du Moyen Français (1300-1500 ap. J.-C.)
Si le terme est aujourd'hui qualifiable de suranné[évasif], il n'en reste pas moins explicite et inégalé, tant en français littéraire qu'en français moderne[pertinence contestée].

### Utilisation académique
La plus célèbre de ses utilisations est sans aucun doute la locution proverbiale de Pascal : « Vérité en deçà des Pyrénées, erreur au-delà », illustrant la relativité de tout jugement de valeur ou approche d'une réalité quelle qu'elle soit. 

### Utilisation courante
Si on parle de l'au-delà de la vie (la mort), l'en deçà définit « la vie telle que nous la vivons. »
Si on parle de l'au-delà des perceptions (le surnaturel), l'en deçà définit alors « le monde tel que nous le percevons. »